# ادوارد پوکوک
ادوارد پوکوک (متولد ۱۶۰۴-متوفی ۱۶۹۱) یک مستشرق انگلیسی و محقق کتاب مقدس بود.

## زندگی‌نامه
ادوارد پوکوک در چیولی برکشایر پرورش یافت و در سال ۱۶۲۹ کشیش کلیسای انگلستان شد.

## تحقیقات اسلام‌پژوهی
از حدود قرن شانزدهم به سبب گسترش مبادلات تجاری، اروپاییان به شناختن اسلام علاقه‌مند شدند و شروع به آموختن زبان عربی و گردآوری کتب عربی کردند. آغاز تحقیقات مدرن اسلام‌شناسی در ابتدای قرن هفدهم با کارهای دو شرق‌شناسی هلندی به نام‌های ارپنیوس و گولیوس شروع شد و ادوارد پوکوک انگلیسی کار ایشان را ادامه داد اما پوکوک از لحاظ احاطه بر منابع تاریخ اسلام در اروپای آن روزگار بی‌رقیب بود. او در سال ۱۶۵۰ کتاب نمونه‌ای از تاریخ عرب را بر پایه منابع دایره‌المعارفی عربی به نگارش درآورد که به مدت یک قرن و نیم کتاب مرجع بود.